# Fei Fei Sun
Sun Feifei (孫菲菲), conosciuta in occidente come Fei Fei Sun (Weifang, 20 marzo 1989) è una modella cinese.

## Biografia
Inizia la sua carriera nel 2008 rappresentando la Cina al concorso di bellezza Elite Model Look e successivamente lavorando come modella in alcuni eventi locali in Cina. Nel marzo 2009 compare sulla copertina dell'edizione cinese di Marie Claire, insieme ad altre modelle connazionali, ed a settembre debutta sulle passerelle di Londra per Nathan Jenden e Mulberry e nello stesso mese è sulla copertina dell'edizione cinese di Elle insieme a Shu Pei. La modella conclude l'anno sfilando per Chanel a dicembre.
Nel 2010 firma un contratto con l'agenzia di moda Muse Management di New York e si trasferisce a vivere negli Stati Uniti. Qui ottiene diversi contratti di lavoro importanti, sfilando per Christopher Kane, Jaeger, Issa, Vivienne Westwood, Jil Sander, Missoni, Dries van Noten, Céline, Sonia Rykiel, Hermès e Miu Miu. Dopo essere comparsa in vari servizi dell'edizione cinese di Vogue, a settembre ne compare sulla copertina fotografata da Daniel Jackson.
Dal 2011 Fei Fei Sun è testimonial di Dsquared², per il profumo The One di Calvin Klein, del profumo Be Delicious di DKNY. È inoltre comparsa sulla copertina dell'edizione giapponese di Vogue.
Nel gennaio 2013 compare sulla copertina di Vogue Italia, fotografata da Steven Meisel, diventando la prima modella cinese ad apparire da sola sulla copertina dell'edizione italiana della rivista.

## Agenzie
- Muse Management - New York[1]
- Women Management - New York[1]
- Munich Models[1]
- Donna Models - Tokyo[1]
- Elite Model Management - Milano[1], Barcellona[1], Parigi[1], Stoccolma[1], Londra[1], Copenaghen[1], San Paolo[5]
- Jill Model Management - Anversa[5]

## Campagne pubblicitarie
- Alexander Wang Do Something Campaign (2015)
- Americana Manhasset (2013)
- Barney's Carine's World (2011)
- cK One Campaign P/E (2011)
- cK One Color Cosmetics (2012-2013)
- Chanel L'instant Watch (2014-2015)
- Chanel beauty (2021)
- Coach A/I (2015)
- COS A/I (2015)
- Diesel A/I (2012)
- Dior A/I (2014)
- Dior Secret Garden 3 (2014)
- DKNY Be Delicious Fragrance P/E (2011)
- Dolce&Gabbana Skincare (2014)
- Dsquared2 P/E (2011) A/I (2015)
- Estee Lauder (2018-2020)
- Etro P/E (2020)
- Gap 1969 New Generation (2016)
- Giorgio Armani Beauty (2012-2013)
- H&M Holiday (2010)
- Lane Crawford A/I (2011)
- Louis Vuitton A/I (2011)
- Marc O'Polo P/E (2020)
- Max Mara (2018)
- Moschino P/E (2016)
- Moussy Jeans P/E (2015) A/I (2015)
- Neiman Marcus The Art of Fashion (2014)
- Prada A/I (2013)
- Salvatore Ferragamo P/E (2018)
- Shanghai Tang A/I (2009) P/E (2010)
- Swarovski (2018)
- Tiffani & Co the fragrance (2020)
- Tory Burch Holiday (2019)
- Valentino P/E (2012)
- Versace A/I (2018)